# Eduard Olivas i Torrent
Eduard Olivas i Torrent (Sant Jaume de Llierca, 17 de juny de 1918 - Olot, 5 de març de 1986) fou un futbolista català de la dècada de 1940.

## Trajectòria
Després de jugar al seu poble natal va ingressar a l'equip amateur de la UE Figueres i més tard al Girona FC. Durant el servei militar va jugar al futbol al Real Unión de Irún i finalitzada la Guerra Civil va passar a la UE Olot. L'any 1940 va ser fitxat pel RCD Espanyol, on jugà quatre temporades, amb 61 partits de lliga jugats i 18 gols marcats. Jugà com a titular la final de la Copa de l'any 1941, davant el València CF. L'any 1944 retornà a la UE Olot, on jugà durant cinc temporades més.